# 亞歷山德里夫卡 (新波克羅夫卡市鎮)
47°56′31″N 34°22′13″E / 47.94194°N 34.37028°E
亞歷山德里夫卡（烏克蘭語：Олександрівка），是烏克蘭中部的村落，隸屬第聶伯羅彼得羅夫斯克州第聶伯羅區的新波克羅夫卡市鎮。該村處於索洛納河畔，距離米羅皮爾2公里，海拔高度97米，2001年人口58。